# Maria Garszwo
Maria Garszwo (ur. 15 stycznia 1901 w Kownie, zm. 18 czerwca 1977 w Pionkach) – polska lekarka pediatra, doktor nauk medycznych, zasłużona w dziedzinie opieki zdrowotnej w Pionkach.

## Życiorys
Maria Garszwo urodziła się 15 stycznia 1901 roku w Kownie w inteligenckiej rodzinie polskiej. Posiadała troje rodzeństwa, które pozostało na Litwie. W 1930 roku uzyskała obywatelstwo polskie. W tym samym roku ukończyła studia medyczne na Wydziale Lekarskim Uniwersytetu Stefana Batorego w Wilnie, uzyskując stopień doktora wszech nauk medycznych. W latach 1930-1938 pracowała w Klinice Chorób Dziecięcych Uniwersytetu Stefana Batorego, gdzie zdobyła doświadczenie w leczeniu chorób dziecięcych. Nigdy nie założyła rodziny, poświęcając się całkowicie swojej pracy. Zmarła 18 czerwca 1977 roku.

## Działalność zawodowa
W 1938 roku przeniosła się do Pionek, podejmując pracę w Ośrodku Zdrowia Państwowej Wytwórni Prochu. Od 1940 roku pracowała w Ośrodku Zdrowia oraz w miejscowym szpitalu jako lekarz pediatra. Podczas okupacji niemieckiej zasłynęła skutecznym leczeniem zapalenia opon mózgowych u 8-letniego chłopca, mimo braku dostępności antybiotyków. Jej sukcesy docenili również niemieccy lekarze, którzy gratulowali jej osiągnięć. W czasie II wojny światowej, wraz z Wandą Kojro, prowadziła tajne kursy sanitarne dla Armii Krajowej. Po wojnie Garszwo kontynuowała pracę w Ośrodku Zdrowia w Pionkach, gdzie w 1948 roku została jego kierownikiem. W 1951 roku została zwolniona z tej funkcji, kontynuowała swoją pracę aż do 1977 roku.

## Upamiętnienie
W 1990 roku jedna z ulic w Pionkach została nazwana jej imieniem.